# Weißenseer Spitze

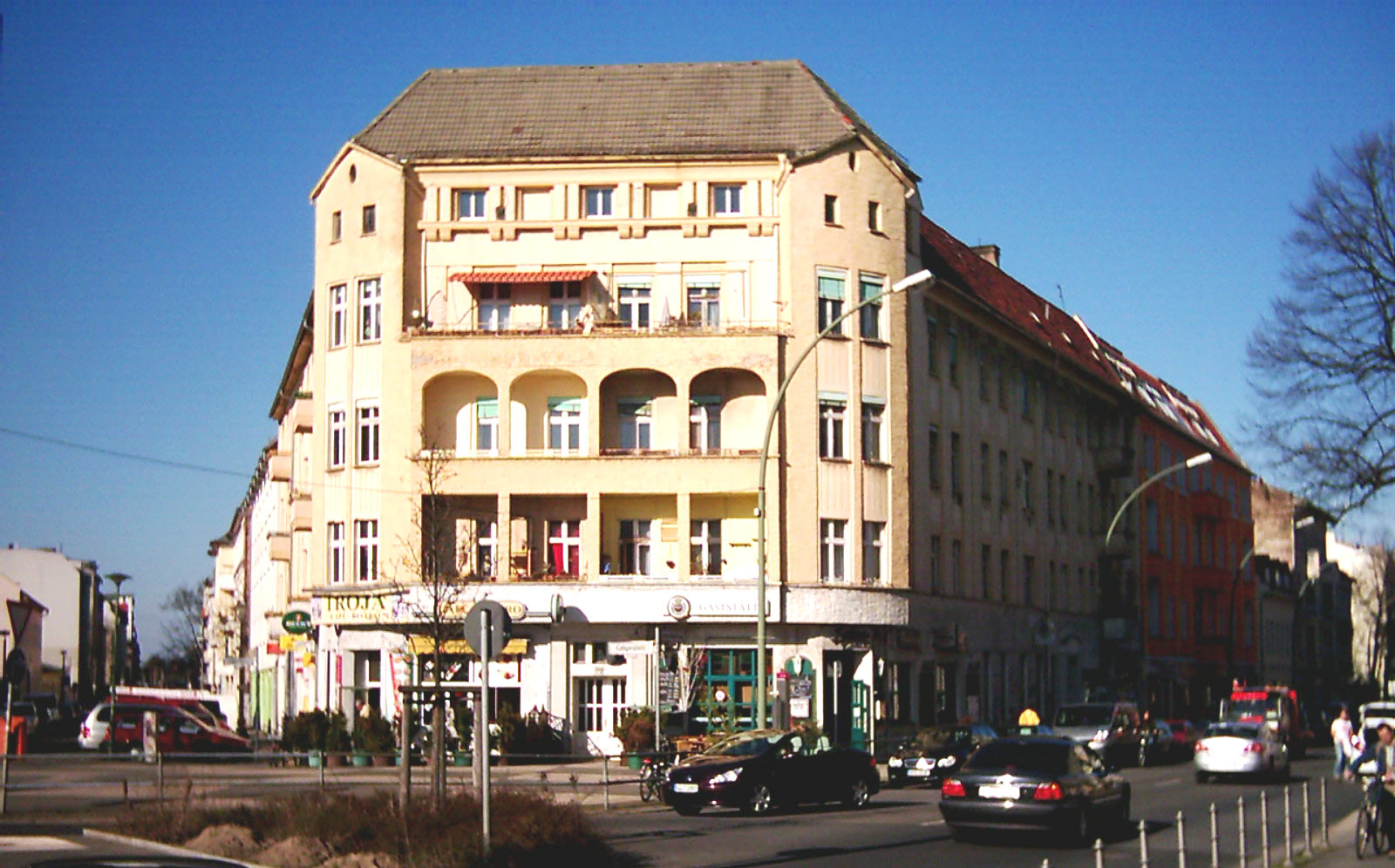
Ansicht von der Wisbyer Straße/Ostseestraße mit Heinersdorfer Straße links und Gustav-Adolf-Straße rechts

Die Weißenseer Spitze (kurz: Spitze) ist eine Örtlichkeit im Berliner Ortsteil Weißensee des Bezirks Pankow nördlich der Kreuzung von Prenzlauer Allee/Prenzlauer Promenade (Bundesstraße 109) mit der Wisbyer und Ostseestraße.

## Namensherkunft
Der Name wird von der Grenze zwischen den Ortsteilen Pankow, Prenzlauer Berg und Weißensee (von 1920 bis 2001 eigenständige Bezirke) abgeleitet, die an diesem Punkt eine Spitze nach Süden bildet. Die Spitze wird begrenzt durch die östliche Seite der Heinersdorfer Straße und die westliche Straßenseite der Gustav-Adolf-Straße.
Die Weißenseer Spitze war ein Teil der Weißenseer Feldmark am Schnittpunkt der Gemarkungsgrenzen von Berlin und den damaligen Vororten Pankow und Weißensee. Dieses Areal hatte die Form eines spitzwinkligen Dreiecks westlich der von Berlin nach Französisch Buchholz führenden Chaussee. Es bildete von Weißensee aus betrachtet eine Spitze. Während der städtebaulichen Erschließung des Rittergutes Weißensee wurde diese Bezeichnung auf die Gegend um die Kreuzung Heinersdorfer Straße / Gustav-Adolf-Straße / Prenzlauer Chaussee angewandt. Die ursprüngliche Spitze kam bei der Neuordnung der Bezirke und Ortsteile nun allerdings zu Pankow.
Zu Beginn der 1960er Jahre wurde die Straßenführung an der beschriebenen Kreuzung stark verändert. Durch den Abriss zweier Wohnhäuser und mit der Schließung der Heinersdorfer Straße entstand auf einem Teil des Areals ein Stadtplatz, der für Wochenmärkte und Veranstaltungen genutzt wird. Auf Anregung des danebenstehenden Berliner Kunst- und Kulturzentrums Brotfabrik wurde der Ort am 7. September 2002 in Caligariplatz umbenannt. Der Name erinnert an den Filmklassiker Das Cabinet des Dr. Caligari, der in den Filmstudios der Gemeinde Weißensee im Jahr 1919 entstand. Direkt gegenüber befindet sich das Gebäude des ehemaligen Kinos Delphi, in dem der Film im Jahr 1920 seine Weltpremiere hatte.